# Vage trechterzwam
De Vage trechterzwam (Clitocybe subcordispora) is een schimmel behorend tot het geslacht Clitocybe. Hij leeft saprotroof, tussen naalden in naaldbos of op gras in matig voedselrijk grasland.

## Kenmerken

### Uiterlijke kenmerken
Hoed
De hoed heeft een diameter tot ongeveer 8 cm. De vorm is bolvormig met een centrale indeuking, die met de leeftijd trechtervormig wordt. De kleur is grijsbruin tot donkerbruin als hij vochtig is, sterk hygroscopisch, rand niet doorschijnend gestreept.
Lamllen
De lamellen zijn aflopend en staan dicht opeen. De kleur is witachtig en daarna lichtbruin.
Steel
De steel is cilindrisch, glad, enigszins vezelig, lichtbruin.  
Geur en smaak
Het vlees is stevig, witachtig tot lichtbruin. De paddenstoel heeft ene zachte aangename geur en smaak.
Sporenprint
De sporenprint is wit.

### Microscopische kenmerken
De sporen zijn ellipsvormig en meten 6-9 x 3,5-4,5 µm. De basidia zijn 4-sporig, slnak, knotsvormig. Er zijn geen lamelcystidia aanwezig.

## Verspreiding
In Nederland komt de vage trechterzwam zeer zeldzaam voor. Hij staat niet op de rode lijst in de categorie 'Gevoelig'.